# Wagenzugmasse
Die Wagenzugmasse ist die Summe der Massen aller in einem Zug vorhandenen Wagen, das heißt der nicht aktiv angetriebenen Fahrzeuge. Früher wurde die Wagenzugmasse auch Zuggesamtgewicht genannt; in der Schweiz wird sie als Anhängelast bezeichnet.
Maßgebend für die Ermittlung der Wagenzugmasse sind die an den Fahrzeugen angeschriebenen Werte in Abhängigkeit von der Beladung des jeweiligen Fahrzeuges.